# Tomosvaryella dividua
Tomosvaryella dividua är en tvåvingeart som beskrevs av Kuznetzov 1994. Tomosvaryella dividua ingår i släktet Tomosvaryella och familjen ögonflugor.
Artens utbredningsområde är Kazakstan. Inga underarter finns listade i Catalogue of Life.